# Мордасово (Брянская область)
Мордасово — деревня в Жирятинском районе Брянской области, в составе Морачёвского сельского поселения. Расположена в 2 км к юго-востоку от села Высокое. Население — 4 человека (2010).

## История
Упоминается с XVII века в составе Подгородного стана Брянского уезда; бывшее владение Бахтиных, Мещерских. Состояла в приходе села Высокое.
С 1861 по 1924 год входила в Княвицкую волость Брянского (с 1921 — Бежицкого) уезда; с 1924 года в Жирятинскую волость, с 1929 в Жирятинский район, а при его временном расформировании (1932—1939, 1957—1985) — в Жуковский район.
С 1920-х гг. по 2005 год входила в Высокский сельсовет.
| Годы      | 1866 | 1926 | 1979 | 1989 | 2002 | 2010 |
| --------- | ---- | ---- | ---- | ---- | ---- | ---- |
| Население | 143  | 340  | 72   | 30   | 11   | 4    |